# Häbbersjön, Lappland
Häbbersjön är en sjö i Vilhelmina kommun i Lappland och ingår i Ångermanälvens huvudavrinningsområde. Sjön har en area på 0,147 kvadratkilometer och ligger 618,1 meter över havet. Häbbersjön ligger i Marsfjället Natura 2000-område.